# 一硫化二碳
一硫化二碳是一種無機化合物，一種活泼的雜累積多稀分子，其化學式為CCS。它存在於星際間，亦可人工製備。

## 簡介
大量一硫化二碳在太空中存在。在金牛座分子雲的數處核心，包括TMC-1、TMC-1c和L1521B（相信皆為新形成、沒有恆星的分子雲）可探測到該分子。

### 性質
此分子的若干吸收線在其紫外線光譜中2800 Å至3370 Å之間，及近紅外線光譜中7500 Å及10000 Å之間；另外在固態氬中探測紅外線光譜可見v1及v2振動線分別在1666.6 cm−1及862.7 cm−1，2v1泛頻線在3311.1 cm−1，彎曲振動線則在2763.4 cm−1。而在微波光譜中，43 − 32的發射線在45.4 GHz，21 - 10在22.3 GHz，這是於太空探測該分子的常用數據。
理論推斷其C-C鍵長為1.304 Å，C-S鍵長為1.550 Å。
一硫化二碳可與一硫化三碳（CCCS）反應形成一硫化五碳（C5S）。另外，此分子也可作配體，當中的碳原子與Mo2(μ,σ(C):η2(C′S)-CCS)(CO)4[HB(3,5-Me2Pz)3]2中的兩個鉬原子分別形成一個三鍵和一個雙鍵，形成雙鍵的鉬原子另與硫原子形成單鍵。

### 製備
此分子可在固態氬中以紫外線照射SCCCS或OCCCS凝結而成；或於二硫化碳和氦的混合物製造輝光放電而成；或以電子束輻照含硫雜環化合物而成。另外一硫化二碳及其陰離子（CCS−）亦可在氖的固體基質中形成。